# 鄭有周
鄭有周（1505年—？），字郁之，廣東潮州府揭陽縣人，民籍，明朝政治人物。

## 生平
廣東鄉試第二十四名舉人。嘉靖十四年（1535年）中式乙未科會試第二百三十七名，登第三甲第一百七十一名進士。任湖廣布政使司參政。嘉靖二十六年（1547年），給事中鄭大同等、御史盛汝謙等以考察拾遺參劾眾官，鄭有周遭勒令革職閒住。

## 家族
曾祖鄭進；祖父鄭逢貴；父鄭瑄，母陳氏；繼母許氏。具慶下。